# China Daily
China Daily 中国日报; Zhōngguó Rìbào är en kinesisk engelskspråkig nyhetstidning som ägs av Kinas kommunistiska partis publicitetsdepartement och distribueras till 150 olika länder och regioner. China Daily skriver nyheter, analyser och kommentarer med fokus på Kina.
China Daily är den enda nationella engelskspråkiga tidningen i Kina och citeras ofta av internationell media såsom Reuters, The Washington Post, CNN och BBC. Upplagan är 300 000 varav en tredjedel distribueras utanför Kina till 150 olika länder och regioner. China Daily grundades den 1 juni 1981 och huvudkontoret finns i Peking med korrespondenter i alla större städer i Kina. China Daily är Kinas enda representant i Asia News Network.
China Daily Group ger ut totalt 12 publikationer varav China Daily är flaggskeppet. Andra publikationer i gruppen är China Daily US Edition (grundad 2009), China Daily European Weekly (grundad 2011), China Daily Asia Weekly (grundad 2010) och China Daily Hong Kong Edition (grundad 1997). Utöver fastlandskina trycks även China Daily i Hongkong, Washington, D.C.，New York, San Francisco, Chicago, Los Angeles, Houston, Seattle, Atlanta, Boston, London, Bryssel, Marseille, Frankfurt, Madrid, Istanbul, Jakarta, Bangkok, Tokyo, Sydney, Singapore, Dubai och New Delhi.